# The Kennel Club
Der Kennel Club (KC) ist der Dachverband der britischen Hundezüchtervereine. Er ist der weltweit älteste derartige Dachverband und der größte Zuchtverein des Vereinigten Königreichs. Sein Rechtssitz befindet sich in London. Neben der Fédération Cynologique Internationale (FCI) und dem American Kennel Club (AKC) ist er einer der drei großen Dachverbände der Rassehundezucht.

## Geschichte
Der Verband wurde am 4. April 1873 mit dem Ziel gegründet, eine ständige Einrichtung für Hundeausstellungen zu schaffen. Im Dezember 1874 fand die erste Generalversammlung statt. Kurz darauf veröffentlichte der Kennel Club ein erstes Zuchtbuch, in dem sich Stammbäume von über 4000 Hunden befanden. Ab dem Jahr 1880 wurden nur noch Hunde auf Ausstellungen zugelassen, welche beim Kennel Club registriert waren. Zu dieser Zeit bedeutete eine Registrierung jedoch lediglich die Aufnahme des Hundenamens, um doppelte Namen zu vermeiden – die Reinrassigkeit hatte nur eine untergeordnete Bedeutung.

## Wirken und Aufgaben
Durch den Kennel Club wurden Hundeausstellungen, welche anfangs sehr skeptisch und als sozial minderwertig bewertet wurden, populär und angesehen. Der Kennel Club verwaltet das erste offizielle Register für Hunderassen. Er war der erste Verein, welcher Richtlinien für Reinrassigkeit aufstellte. Der Verein teilt Hunde in die unten aufgeführten Zuchtlinien, die weithin als Gruppen übernommen wurden. Der jährlich stattfindende Wettbewerb „Crufts“ wird seit 1948 vom Kennel Club verwaltet.
Durch das steigende Interesse an reinrassigen Hunden stieg die Zahl der registrierten Hunde beim Kennel Club rasant an. In den vergangenen Jahren wurden jährlich 280.000 Hunde registriert – die Datenbank des Vereins zählt heute über 6 Millionen Hunde.
Die Zuchtpraktiken des Kennel Clubs, insbesondere die mangelhafte Berücksichtigung von Gesundheit und Funktionalität gegenüber im Standard gewünschten Merkmalen, wurden 2008 im Film Pedigree Dogs Exposed kritisiert. Als Folge davon beendete unter anderem die British Broadcasting Corporation (BBC) nach 42 Jahren ihre Zusammenarbeit mit Crufts.

## Rassegruppen
Der Kennel Club unterteilt die Hunderassen in sieben Gruppen, wobei eine wörtliche Übersetzung der Gruppenbezeichnungen kaum möglich ist:
Gundog Group – Hunde, welche Wild aufstöbern oder/und tote oder verwundete Tiere apportieren sollen. Die Gruppe wird in vier Untergruppen unterteilt: Retriever, Spaniels, Setters und „Allrounder“. Die Übergänge zwischen diesen Untergruppen sind jedoch fließend, sodass viele Rassen einer Untergruppe die gleiche Arbeit verrichten können wie Mitglieder einer anderen Untergruppe.
Hound Group (engl. „Hound“: Hund, Bracke) – Hunde, welche ursprünglich für die Jagd verwendet wurden und vielfältige Aufgaben zu bewältigen haben. Dazu gehören sowohl Scenthounds, welche mit der Nase jagen (Beagle, Bloodhound) als auch Sighthounds, welche auf Sicht jagen (Whippet, Greyhound).
Pastoral Group (engl. „pastoral“: ländlich, Hirten-) – Hütehunde, welche für die Arbeit mit Schafen, Rindern, Rentieren oder anderen Huftieren eingesetzt werden. Diese Hunde besitzen ein wasserundurchlässiges Fell, welches sie bei der Arbeit im Freien vor den Wettereinflüssen schützt. Typische Vertreter sind die Collies, der Bobtail oder der Samojede.
Terrier Group – Hunde, welche Schädlinge und Ungeziefer jagen. Der Name „Terrier“ stammt von „terra“ (lat.: Erde). Diese Hunde werden meist als sehr tapfer und rau beschrieben und wurden selektiert, um Jagd auf Füchse, Dachse, Ratten oder Otter zu machen.
Toy Group (engl. „toy“: Spielzeug) – Kleine Hunde, inklusive Schoßhunde. Viele Hunde dieser Gruppe wurden als reine Begleithunde ohne jegliche Arbeitsaufgaben gezüchtet, manche fallen aber auch nur aufgrund ihrer geringen Größe in diese Gruppe.
Utility Group (engl. „utility“: Brauchbarkeit) – eine Gruppe mit sehr verschiedenen Hunderassen, welche überwiegend ursprünglich nicht für die Jagd oder sonstige Aufgaben gezüchtet wurden.
Working Group (engl. „work“: Arbeit) – Hunde, welche selektiert wurden, um als Wach-, Such- oder Rettungshunde zu dienen. Sie sind Spezialisten auf ihrem Gebiet und stechen dort durch ihre Leistungen heraus. Dazu gehören z. B. der Boxer, die Deutsche Dogge oder der Bernhardiner.